# Syrisca longicaudata
Syrisca longicaudata là một loài nhện trong họ Miturgidae.
Loài này thuộc chi Syrisca. Syrisca longicaudata được Roger de Lessert miêu tả năm 1929.